# De Kooi (Leiden)
De Kooi is een wijk in de Nederlandse stad Leiden, in het district Leiden-Noord. De wijk dankt haar naam aan een vroegere eendenkooi.
De wijk wordt in het noorden begrensd door de Slaaghsloot, in het oosten door het water van de Zijl, in het zuiden door de Oude Rijn en in het westen door de Kooilaan en de Herensingel.
De grond waarop de wijk is gebouwd, aan de lage zijde van de Rijn, behoorde tot de annexatie van 1896 toe aan Leiderdorp. Woningcorporatie Werkmanswoningen bouwde rond de huidige Celebesstraat woningen van de architecten W.C. Mulder en B. Buurman. Het gedeelte dat nu bekendstaat als De Oude Kooi was rond 1920 het eerste grote sociale woningbouwproject van Leiden. De woningen die er gebouwd werden, waren kwalitatief beter dan de woningwet uit 1901 voorschreef. Het Kooipark is deels een ontwerp van Dudok. De architecten Jesse en J. Splinter ontwierpen in De Kooi diverse huizen voor woningbouwvereniging De Eendracht.
De straten in de wijk zijn voornamelijk genoemd naar geografische locaties in de voormalige Nederlandse koloniën. Deze naamgeving werd geïnspireerd door de aanwezigheid van de buitenplaats "Nippon" aan de Lage Rijndijk, die haar naam had gekregen van de Japankenner Philipp Franz von Siebold.
Belangrijke straten zijn de Kooilaan, Sumatrastraat en Lage Rijndijk. De drukke Willem de Zwijgerlaan snijdt de wijk pal ten noorden van winkelcentrum Kooiplein in twee delen.

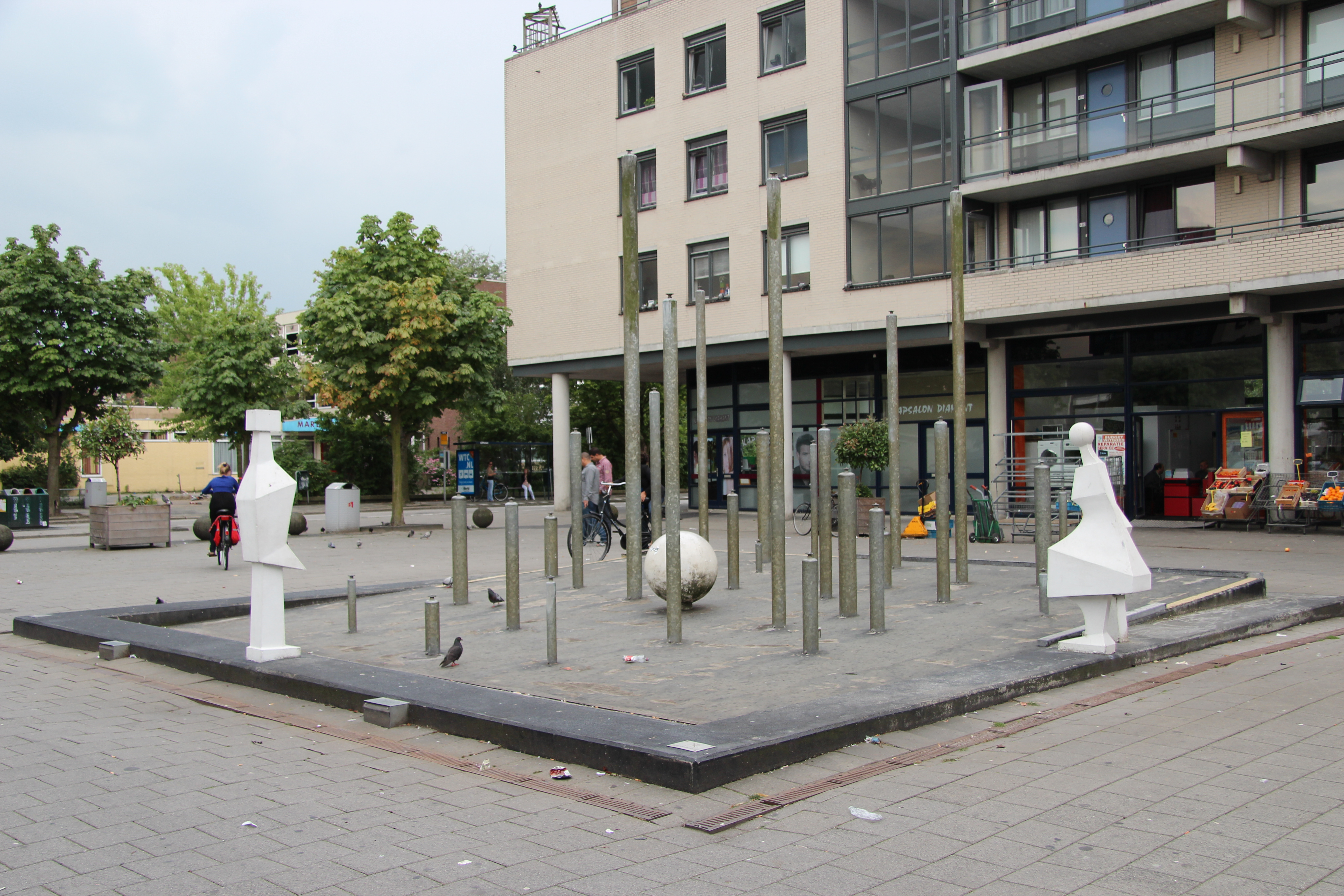
Kooiplein met fontein naar ontwerp van Constant Nieuwenhuijs
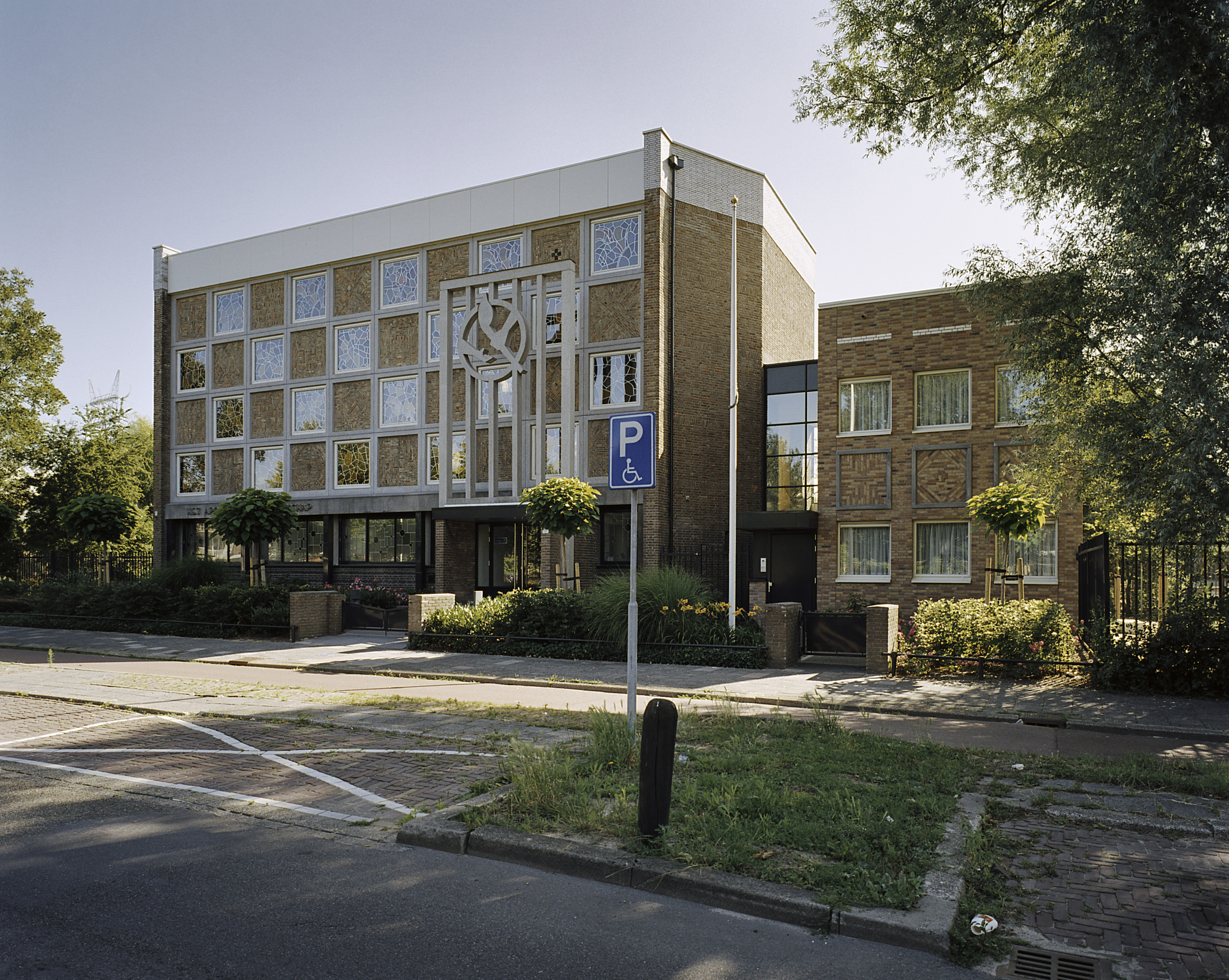
Kerk (Sumatrastraat)
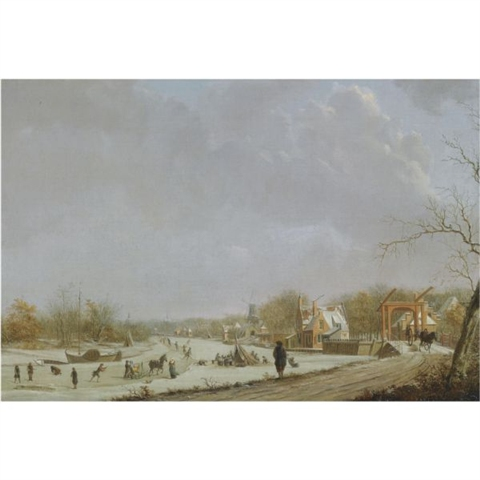
Gerrit Toorenburgh, Winters gezicht op Leiden (1771) met de Lage Rijndijk en omgeving
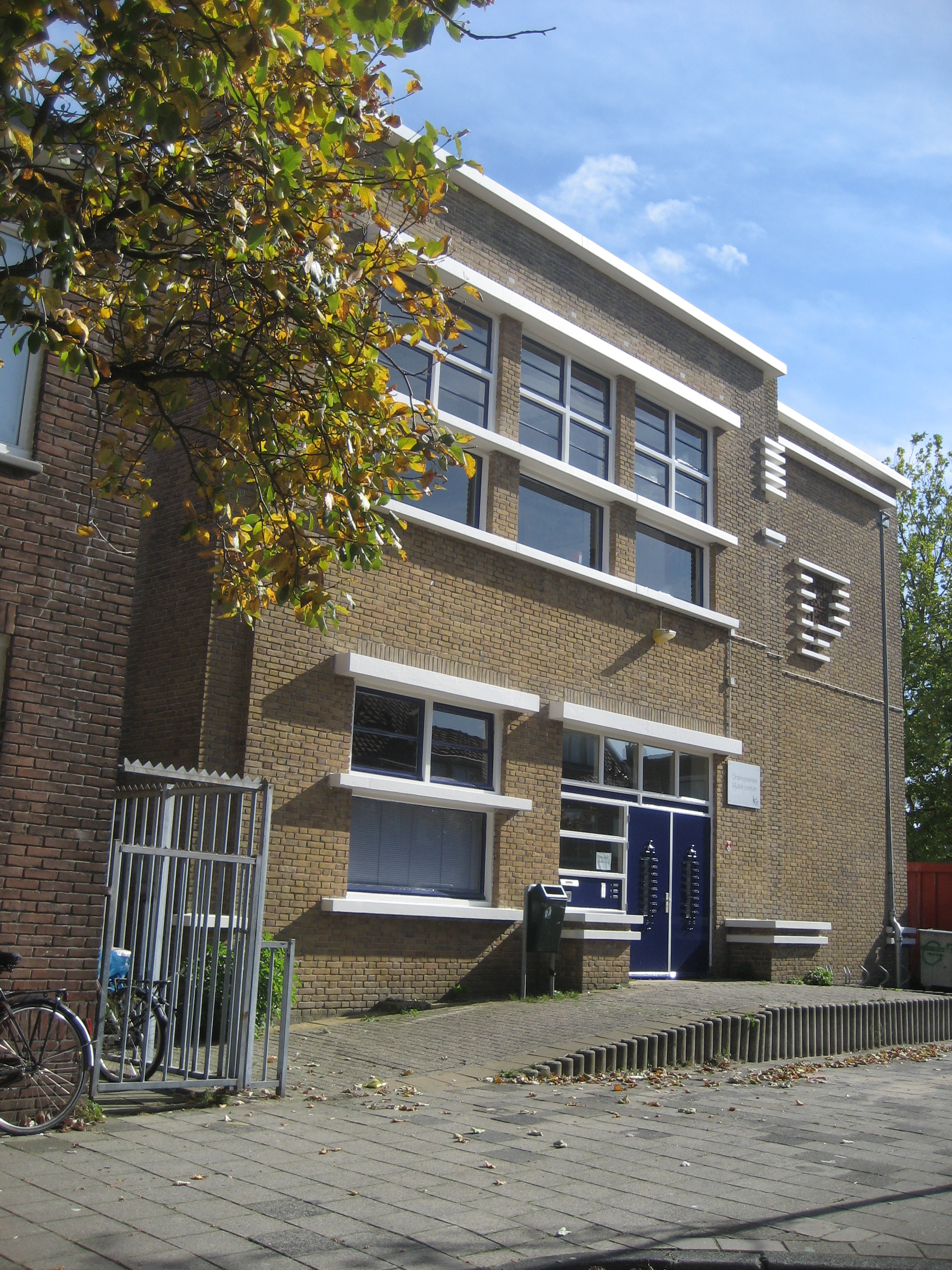
Muziekcentrum & onderwijswinkel (Driftstraat)
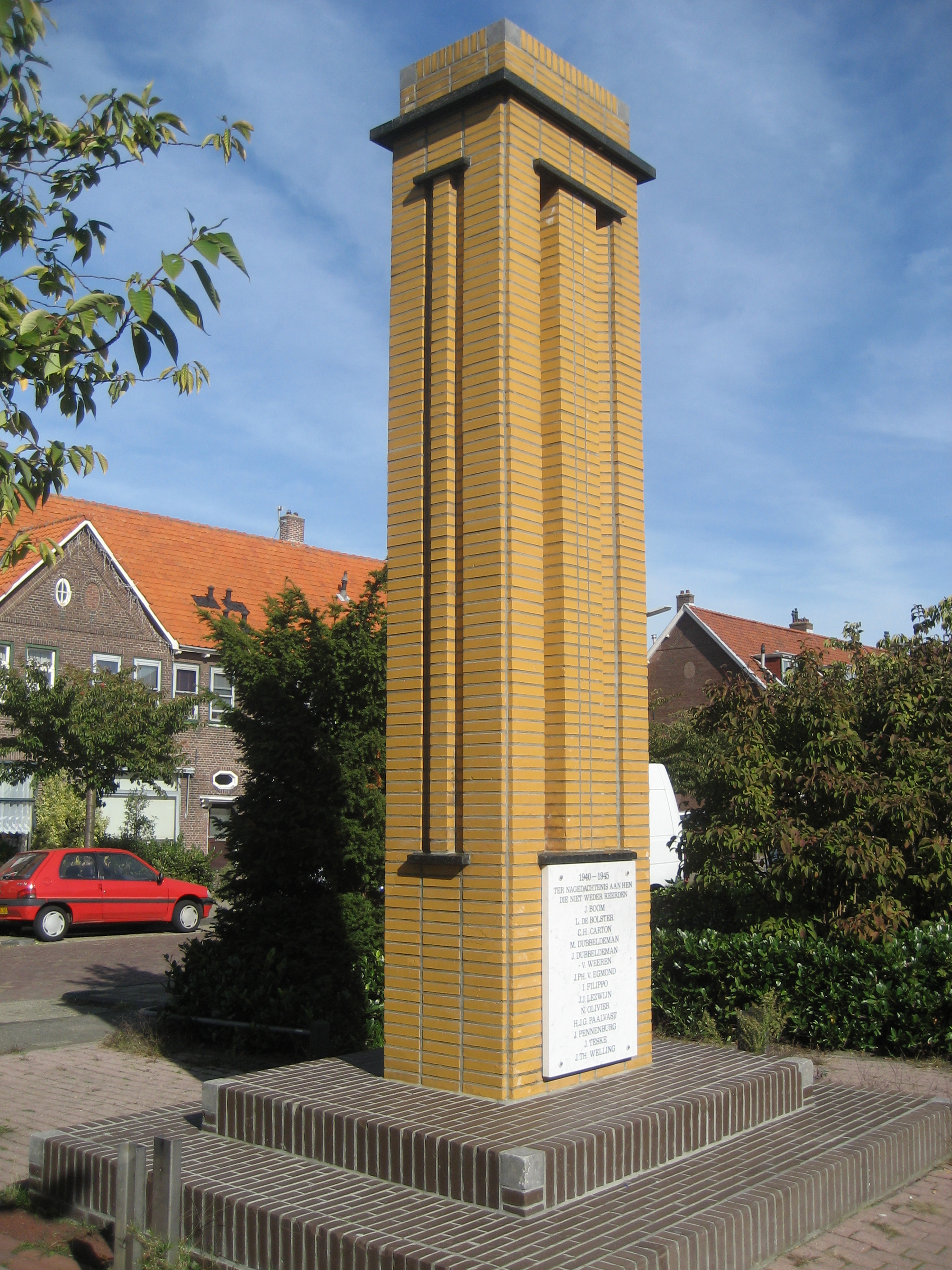
Oorlogsmonument (Atjehstraat)
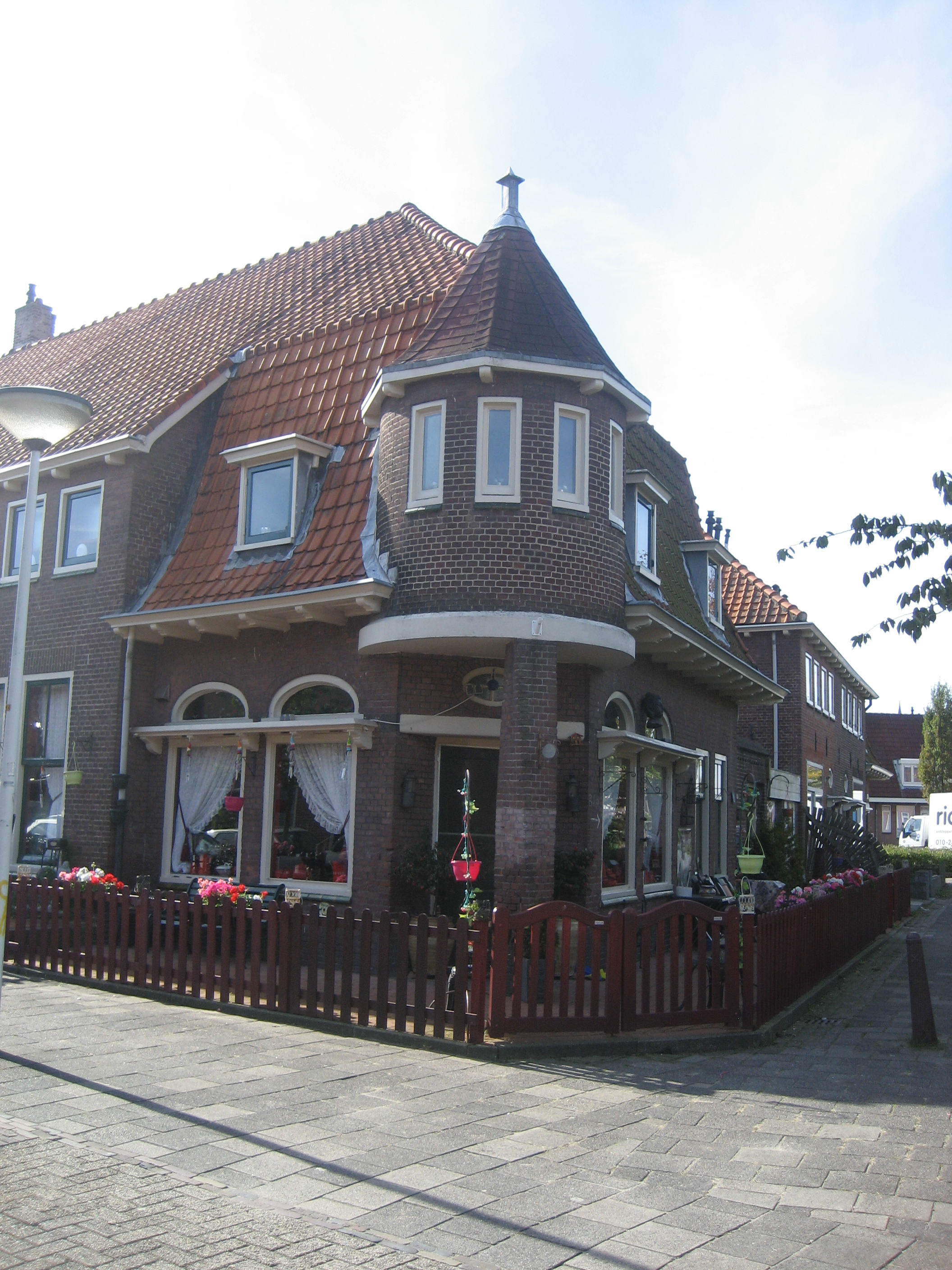
Hoek Atjehstraat / Lombokstraat (architecten Splinter en Jesse)
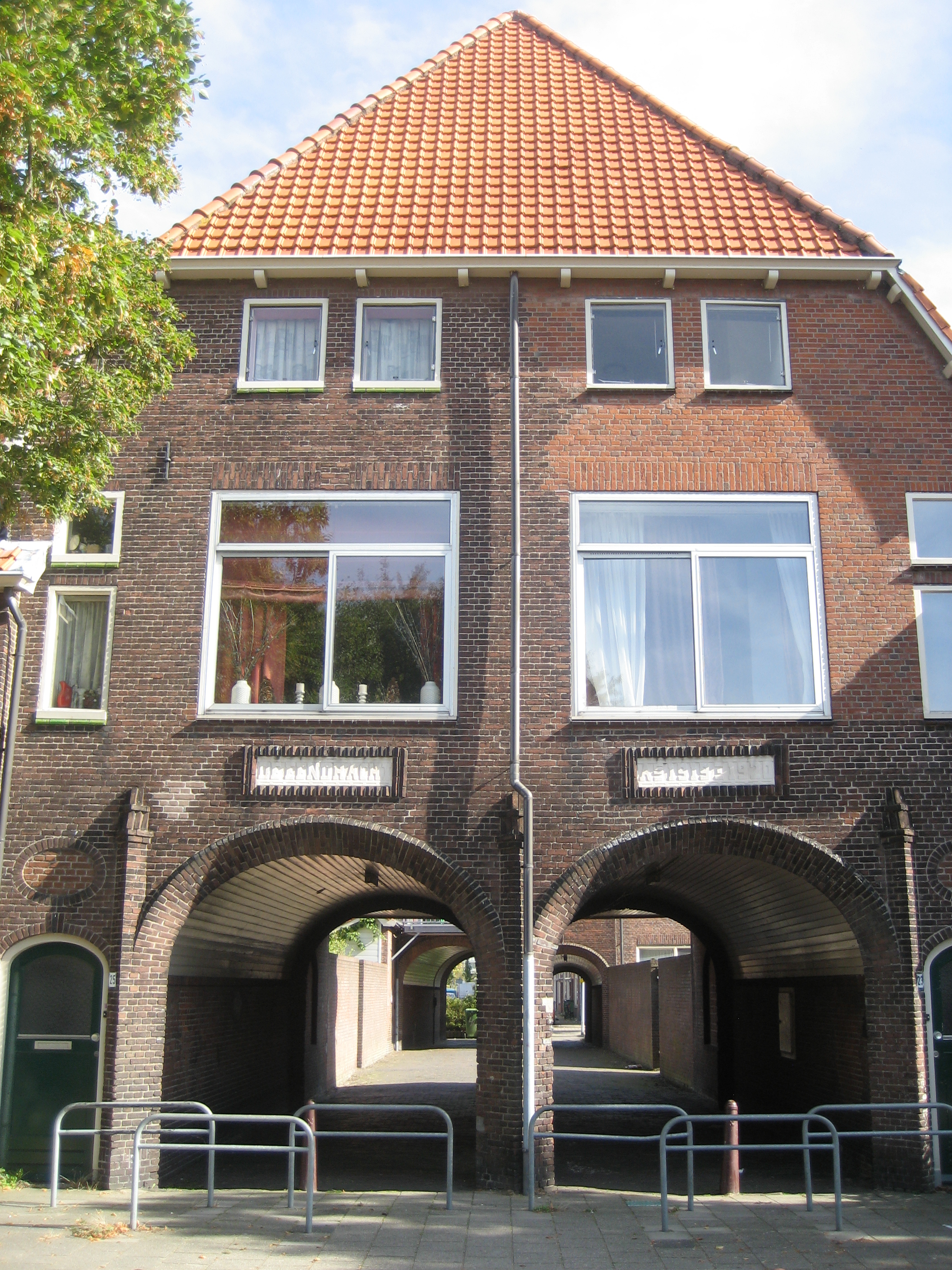
Parkstraat (architecten Splinter en Jesse)
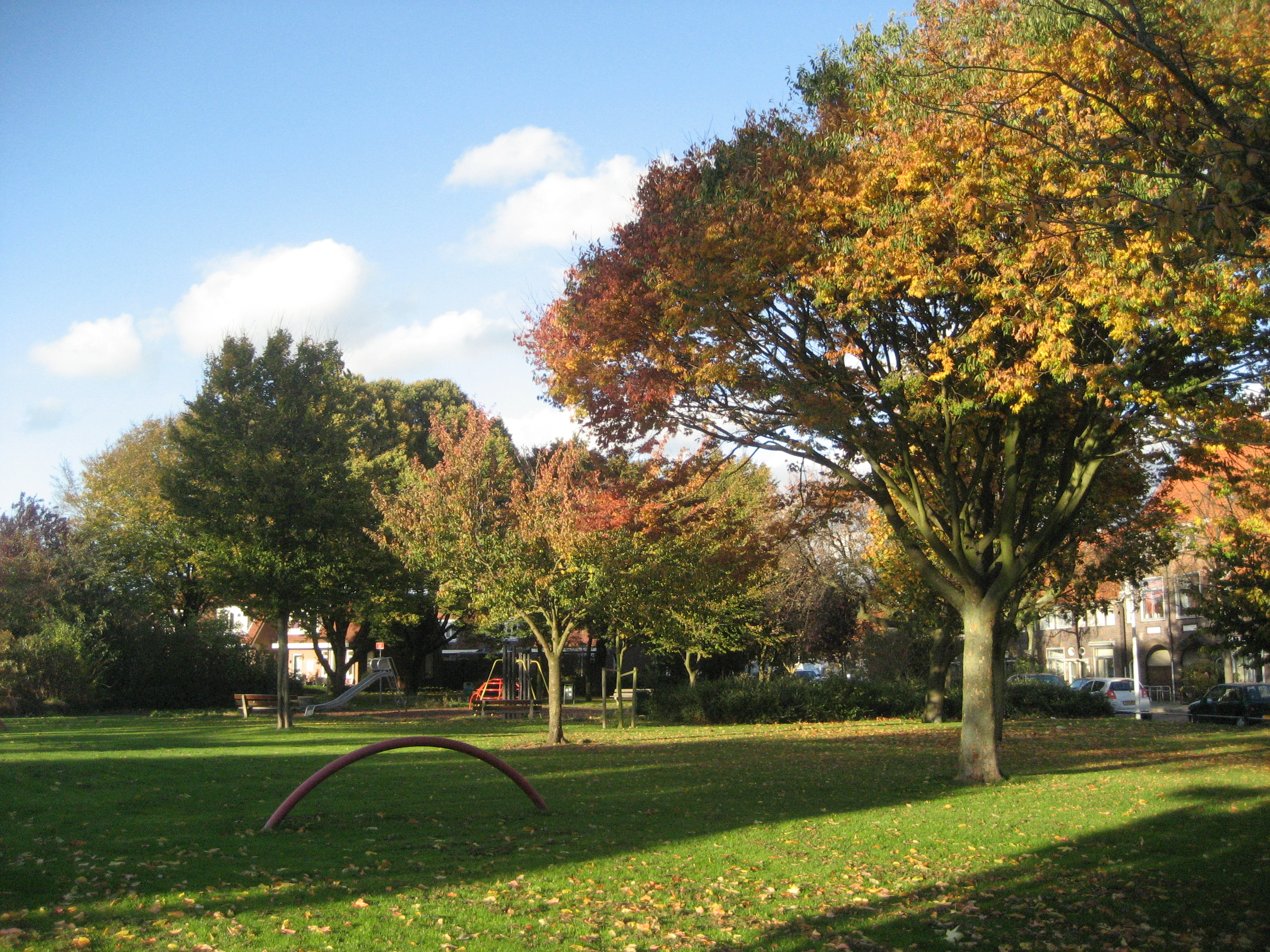
Kooipark (architect Willem Dudok)
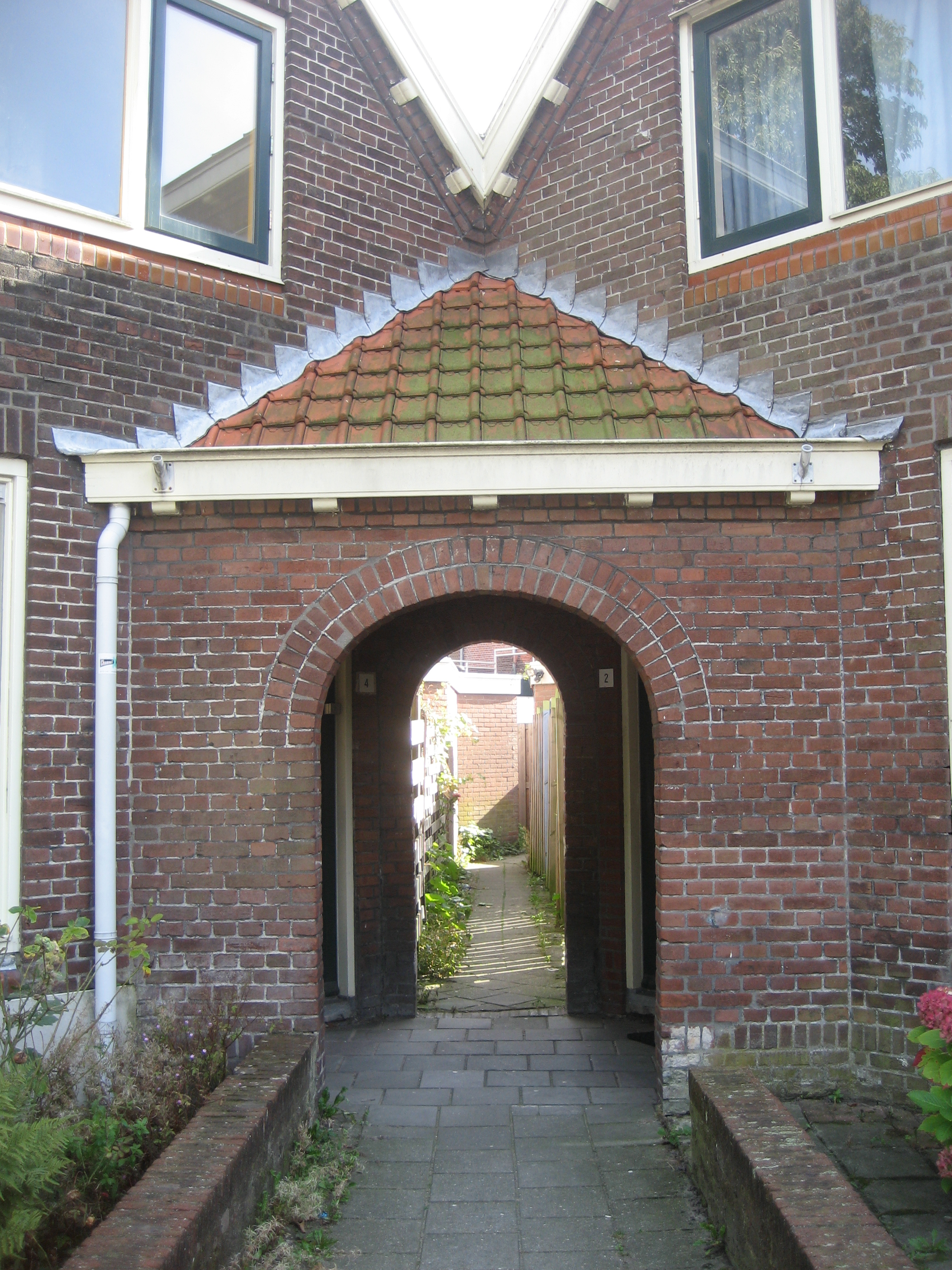
Kooizicht (architect W.C. Mulder)